# イワン・リュビチッチ
イワン・リュビチッチ（Ivan Ljubičić, 1979年3月19日 - ）は、クロアチアの男子プロテニス選手。ユーゴスラビア（現ボスニア・ヘルツェゴビナ）領のバニャ・ルカ出身。ATPランキング自己最高位はシングルス3位、ダブルス70位。ATPツアーでシングルス10勝を挙げた。身長193cm、体重86kg、右利き。
2005年度の男子テニス国別対抗戦・デビスカップで、同僚のマリオ・アンチッチとともに・デビスカップクロアチア代表を初優勝に導いた。マスターズ1000優勝1回準優勝3回、ATPワールドツアー・ファイナルに2度出場。

## 来歴
9歳からテニスを始め、13歳だった1992年の時にボスニア・ヘルツェゴビナを離れる。ジュニア時代には、1996年のウィンブルドン男子ジュニア部門で準優勝がある。1998年にプロ転向。1999年全米オープンで4大大会に初出場を果たす。2000年のシドニー五輪で、オリンピックのクロアチア代表選手として初出場を果たし、男子シングルスでグスタボ・クエルテンとの3回戦まで進出した。2004年のアテネ五輪で2度目の五輪代表選手になり、男子ダブルスでマリオ・アンチッチとペアを組んで銅メダルを獲得している。
2005年10月、リュビチッチはモゼール・オープンとエルステ・バンク・オープンで2週連続優勝を遂げ、ようやくテニスキャリアに弾みをつけた。同年末の12月2日から4日、デビスカップ2005決勝戦でクロアチアとスロバキアが対戦した。会場はスロバキアの首都ブラチスラヴァで行われたが、リュビチッチとマリオ・アンチッチのコンビが活躍し、「3勝2敗」でクロアチアにデ杯初優勝をもたらした。
リュビチッチはこれまで、4大大会では好成績に恵まれなかった。第7シードに選ばれた2006年全豪オープンでは、準々決勝でキプロスの新星マルコス・バグダティスに4-6, 2-6, 6-4, 6-3, 3-6のフルセットで敗れてしまう。バグダティスには前年の2005年全豪オープン2回戦で初対戦した時も敗れており、同じ大会で2年連続の苦杯をなめることになった。同年の全仏オープンでは第4シードに選ばれ、自己最高成績となるベスト4進出を果たしたが、初めての準決勝で大会前年優勝者のラファエル・ナダルに4-6, 2-6, 6-7のストレートで完敗した。2006年度は、チェンナイ・オープンとザグレブ・インドアで優勝があり、エルステ・バンク・オープンの連覇も含めて年間3勝を挙げた。
2007年1月、リュビチッチは年頭のカタール・エクソンモービル・オープン優勝でツアー通算7勝目を挙げたが、第4シードに選ばれた全豪オープンでは1回戦で2004年アテネ五輪の男子シングルス銀メダリスト、マーディ・フィッシュに敗れた。
2009年全米オープン男子ダブルスで6年ぶり2度目のベスト8進出があった。パートナーはミカエル・ロドラで、第4シードのマヘシュ・ブパシ/マーク・ノールズ組に4-6, 6-4, 6-7(4)で敗れた。11月の南フランス・オープンではミカエル・ロドラを7–5, 6–3で破り2007年6月のオーディナ・オープン以来2年半ぶりのツアー9勝目を挙げた。
2010年3月のBNPパリバ・オープンでは、準決勝でラファエル・ナダルを3-6, 6-4, 7-6で、決勝でアンディ・ロディックを7–6(3), 7–6(5)で破り初のマスターズ1000のタイトルを獲得。通算シングルス10勝目となりこの優勝が最後の優勝となった。
リュビチッチは2012年4月のモンテカルロ・マスターズ1回戦で、クロアチアの後輩のイワン・ドディグに0–6, 3–6で敗れた試合を最後に現役を引退した。
リュビチッチは2013年から2015年までカナダのミロシュ・ラオニッチのコーチを務めていた。2016年よりロジャー・フェデラーのコーチに就任。

## ATPツアー決勝進出結果

### シングルス: 24回 (10勝14敗)
| 大会グレード                    |
| グランドスラム (0–0)            |
| ATPファイナルズ (0–0)           |
| ATPツアー・マスターズ1000 (1–3) |
| ATPツアー500 (2–3)              |
| ATPツアー250 (7–8)              |

| サーフェス別タイトル |
| ハード (7–12)        |
| クレー (0–0)         |
| 芝 (1–0)             |
| カーペット (2–2)     |

| 結果   | No. | 決勝日         | 大会                 | サーフェス        | 対戦相手                         | スコア                       |
| ------ | --- | -------------- | -------------------- | ----------------- | -------------------------------- | ---------------------------- |
| 優勝   | 1.  | 2001年10月8日  | リヨン               | カーペット (室内) | ユーネス・エル・アイナウイ       | 6-3, 6-2                     |
| 準優勝 | 1.  | 2004年1月12日  | ドーハ               | ハード            | ニコラ・エスクード               | 3-6, 6-7(4-7)                |
| 準優勝 | 2.  | 2005年1月10日  | ドーハ               | ハード            | ロジャー・フェデラー             | 3-6, 6-7(4-7)                |
| 準優勝 | 3.  | 2005年2月14日  | マルセイユ           | ハード (室内)     | ヨアキム・ヨハンソン             | 5-7, 4-6                     |
| 準優勝 | 4.  | 2005年2月21日  | ロッテルダム         | ハード (室内)     | ロジャー・フェデラー             | 7-5, 5-7, 6-7(5-7)           |
| 準優勝 | 5.  | 2005年2月28日  | ドバイ               | ハード            | ロジャー・フェデラー             | 1-6, 7-6(8-6), 3-6           |
| 優勝   | 2.  | 2005年10月9日  | メス                 | ハード (室内)     | ガエル・モンフィス               | 7-6(9-7), 6-0                |
| 優勝   | 3.  | 2005年10月16日 | ウィーン             | ハード (室内)     | フアン・カルロス・フェレーロ     | 6-2, 6-4, 7-6(7-5)           |
| 準優勝 | 6.  | 2005年10月24日 | マドリード           | ハード (室内)     | ラファエル・ナダル               | 6-3, 6-2, 3-6, 4-6, 6-7(3-7) |
| 準優勝 | 7.  | 2005年11月7日  | パリ                 | カーペット (室内) | トマーシュ・ベルディハ           | 3-6, 4-6, 6-3, 6-4, 4-6      |
| 優勝   | 4.  | 2006年1月8日   | チェンナイ           | ハード            | カルロス・モヤ                   | 7-6(8-6), 6-2                |
| 優勝   | 5.  | 2006年2月5日   | ザグレブ             | カーペット (室内) | ステファン・クベク               | 6-3, 6-4                     |
| 準優勝 | 8.  | 2006年4月3日   | マイアミ             | ハード            | ロジャー・フェデラー             | 6-7(5-7), 6-7(4-7), 6-7(6-8) |
| 準優勝 | 9.  | 2006年10月2日  | バンコク             | ハード (室内)     | ジェームズ・ブレーク             | 3-6, 1-6                     |
| 優勝   | 6.  | 2006年10月15日 | ウィーン             | ハード (室内)     | フェルナンド・ゴンサレス         | 6-3, 6-4, 7-5                |
| 優勝   | 7.  | 2007年1月6日   | ドーハ               | ハード            | アンディ・マリー                 | 6-4, 6-4                     |
| 準優勝 | 10. | 2007年2月5日   | ザグレブ             | カーペット (室内) | マルコス・バグダティス           | 6-7(4-7), 6-4, 4-6           |
| 準優勝 | 11. | 2007年2月26日  | ロッテルダム         | ハード (室内)     | ミハイル・ユージニー             | 2-6, 4-6                     |
| 優勝   | 8.  | 2007年6月17日  | スヘルトーヘンボス   | 芝                | ペテル・ベッセル                 | 7-6(7-5), 4-6, 7-6(7-4)      |
| 準優勝 | 12. | 2008年3月1日   | ザグレブ             | ハード (室内)     | セルジー・スタホフスキー         | 5-7, 4-6                     |
| 優勝   | 9.  | 2009年11月1日  | リヨン               | ハード (室内)     | ミカエル・ロドラ                 | 7-5, 6-3                     |
| 優勝   | 10. | 2010年3月21日  | インディアンウェルズ | ハード            | アンディ・ロディック             | 7-6(7-3), 7-6(7-5)           |
| 準優勝 | 13. | 2010年10月31日 | モンペリエ           | ハード (室内)     | ガエル・モンフィス               | 2-6, 7-5, 1-6                |
| 準優勝 | 14. | 2011年9月25日  | メス                 | ハード (室内)     | ジョー＝ウィルフリード・ツォンガ | 3-6, 7-6(7-4), 3-6           |

### ダブルス: 4回 (0勝4敗)
| 結果   | No. | 決勝日         | 大会   | サーフェス        | パートナー         | 対戦相手                                        | スコア             |
| ------ | --- | -------------- | ------ | ----------------- | ------------------ | ----------------------------------------------- | ------------------ |
| 準優勝 | 1.  | 2000年7月23日  | ウマグ | クレー            | ロブロ・ゾフコ     | アレックス・ロペス・モロン アルベルト・ポルタス | 1-6, 6-7(2-7)      |
| 準優勝 | 2.  | 2000年11月12日 | リヨン | カーペット (室内) | ジャック・ウェイト | ポール・ハーフース サンドン・ストール           | 1-6, 7-6, 6-7(7-9) |
| 準優勝 | 3.  | 2001年7月22日  | ウマグ | クレー            | ロブロ・ゾフコ     | セルヒオ・ロイトマン アンドレス・シュネイテル   | 2-6, 5-7           |
| 準優勝 | 4.  | 2004年10月17日 | メス   | ハード (室内)     | ウロス・ヴィコ     | アルノー・クレマン ニコラ・マユ                 | 2-6, 6-7(10-12)    |

## 成績

### 4大大会シングルス
略語の説明
| W | F | SF | QF | #R | RR | Q# | LQ | A | Z# | PO | G | S | B | NMS | P | NH |

W=優勝, F=準優勝, SF=ベスト4, QF=ベスト8, #R=#回戦敗退, RR=ラウンドロビン敗退, Q#=予選#回戦敗退, LQ=予選敗退, A=大会不参加, Z#=デビスカップ/BJKカップ地域ゾーン, PO=デビスカップ/BJKカッププレーオフ, G=オリンピック金メダル, S=オリンピック銀メダル, B=オリンピック銅メダル, NMS=マスターズシリーズから降格, P=開催延期, NH=開催なし.
| 大会           | 1997 | 1998 | 1999 | 2000 | 2001 | 2002 | 2003 | 2004 | 2005 | 2006 | 2007 | 2008 | 2009 | 2010 | 2011 | 2012 | 通算成績 |
| -------------- | ---- | ---- | ---- | ---- | ---- | ---- | ---- | ---- | ---- | ---- | ---- | ---- | ---- | ---- | ---- | ---- | -------- |
| 全豪オープン   | LQ   | LQ   | A    | 1R   | 1R   | 3R   | 1R   | 2R   | 2R   | QF   | 1R   | 1R   | 2R   | 3R   | 3R   | 1R   | 13–13    |
| 全仏オープン   | A    | A    | LQ   | 1R   | 1R   | 1R   | 3R   | 2R   | 1R   | SF   | 3R   | 4R   | 1R   | 3R   | 4R   | A    | 18–12    |
| ウィンブルドン | A    | A    | A    | 1R   | 1R   | 2R   | 2R   | 1R   | 1R   | 3R   | 3R   | 1R   | A    | 1R   | 3R   | A    | 8–11     |
| 全米オープン   | LQ   | A    | 2R   | 1R   | 2R   | 2R   | 2R   | 1R   | 3R   | 1R   | 3R   | A    | 1R   | 1R   | 2R   | A    | 9–12     |

### 大会最高成績
| 大会                 | 成績 | 年               |
| -------------------- | ---- | ---------------- |
| ATPファイナルズ      | RR   | 2005, 2006       |
| インディアンウェルズ | W    | 2010             |
| マイアミ             | F    | 2006             |
| モンテカルロ         | QF   | 2006, 2009, 2011 |
| マドリード           | F    | 2005             |
| ローマ               | QF   | 2003             |
| カナダ               | 3R   | 2006             |
| シンシナティ         | QF   | 2001, 2006       |
| 上海                 | QF   | 2009             |
| パリ                 | F    | 2005             |
| ハンブルク           | SF   | 2004             |
| オリンピック         | 3R   | 2000, 2004       |
| デビスカップ         | W    | 2005             |